# Anthurium variilobum
Anthurium variilobum är en kallaväxtart som beskrevs av Thomas Bernard Croat och M.M.Mora. Anthurium variilobum ingår i släktet Anthurium och familjen kallaväxter. Inga underarter finns listade.